# Auchmophoba
Auchmophoba és un gènere d'arnes de la família Crambidae.

## Taxonomia
- Auchmophoba alternata (Warren, 1895)
- Auchmophoba costastrigalis (Hampson, 1896)

## Espècies antigues
- Auchmophoba tynnuta Turner, 1913
- Auchmophoba sufetuloides Hampson, 1919